# Kobielice (Silésie)
Pour les articles homonymes, voir Kobielice.
Kobielice est une localité polonaise de la gmina de Suszec, située dans le powiat de Pszczyna en voïvodie de Silésie.